# Miguel y William
Miguel y William es una película británica-española de la directora y guionista Inés París. Estrenada en 2006, está protagonizada por Elena Anaya, Malena Alterio, Will Kemp y Juan Luis Galiardo.

## Argumento
Miguel de Cervantes (Juan Luis Galiardo) y William Shakespeare (Will Kemp), considerados los dos mejores escritores del siglo XVII acordaron morir el mismo día pero también coinciden en enamorarse de la misma mujer, Leonor de Vibero (Elena Anaya), hija de un comerciante español afincado en Londres, es una joven curiosa y apasionada por el teatro que debe de regresar a España para contraer matrimonio con un acaudalado duque viudo. Atrás deja a su desolado amante, William Shakespeare. Pronto conoce en su nuevo destino a un antiguo soldado, Miguel de Cervantes, un literato que ha perdido la confianza en sí mismo. Con sus dotes de seducción, le convence para que escriba una comedia sobre su boda con el duque. Pero justo cuando empieza a vencer las reticencias del literato, aparece en escena William Shakespeare, decidido a impedir el matrimonio de su amada. Leonor, que hace pasar a Shakespeare por un criado, ve la ocasión de unir el talento de ambos escritores para crear una obra única.

## Reparto
| Actor/Actriz       | Personaje           |
| ------------------ | ------------------- |
| Elena Anaya        | Leonor              |
| Juan Luis Galiardo | Miguel de Cervantes |
| Will Kemp          | William Shakespeare |
| Josep Maria Pou    | Duque               |
| Geraldine Chaplin  | Dueña               |
| Malena Alterio     | Magdalena           |
| Miriam Giovanelli  | Consuelo            |
| Jorge Calvo        | Sancho              |
| Carolina Lapausa   | Juana               |
| Óscar Hernández    | Médico              |
| José Luis Torrijo  | Prior               |
| Juan Fernández     | Iniesta             |
| Fernando Conde     | Padre Leonor        |
| Roberto Cairo      | Cómico director     |
| María Parra        | Petronila           |
| Javier Aller       | Bufón               |
| Oscar Mayer        | Cuidador perros     |
| Denis Rafter       | Vendedor Londres    |
| Julio Mardelo      |                     |
| Juanjo Mugica      | Stage Actor         |
| Ester Ruiz         | Criada              |
| Joaquín Molla      |                     |
| Marta Rubio        | Mujer en mercado    |
| Javier Perdomo     | Inquisidor          |
| Adam Quintero      |                     |

- Datos: Q6844884